# Врангель (аэропорт)
Аэропорт Врангель (англ. Wrangell Airport), (ИАТА: WRG, ИКАО: PAWG, FAA LID: WRG) — государственный гражданский аэропорт, расположенный в двух километрах к северо-востоку от центрального делового района города Врангель (остров Врангеля, архипелаг Александра, Юго-Восточная Аляска, США).

## Операционная деятельность
Деятельность аэропорта субсидируется за счёт средств Федеральной программы США Essential Air Service (EAS) по обеспечению воздушного сообщения между небольшими населёнными пунктами страны.